# Comitè dels Cinc
El Comitè dels Cinc del Segon Congrés Continental va redactar i presentar al Congrés el que acabaria esdevenint la Declaració d'Independència dels Estats Units del 4 de juliol de 1776. Aquest comitè va operar des de l'11 de juny de 1776 fins al 5 de juliol de 1776, el dia en què es va publicar la Declaració.

## Els redactors
Els redactors d'aquest document van ser:

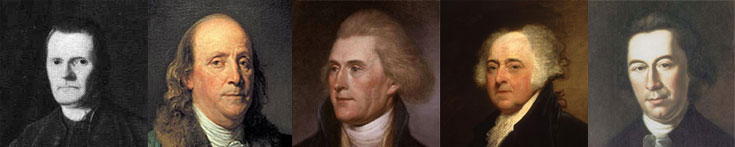
Sherman, Franklin, Jefferson, Adams i Livingston.

- John Adams - esdevingué el 2n President dels Estats Units
- Thomas Jefferson - esdevingué el 3n President dels Estats Units
- Benjamin Franklin - conegut com un dels Pares Fundadors més famós i primer Ambaixador a França dels Estats Units
- Roger Sherman - l'única persona que va signar els quatre documents d'estat dels Estats Units: l'Associació Continental, la Declaració, els Articles de la Confederació i la Constitució
- Robert Livingston - va negociar la Compra de Louisiana com a Ambaixador a França

## Redacció de l'esborrany de la Declaració d'Independència

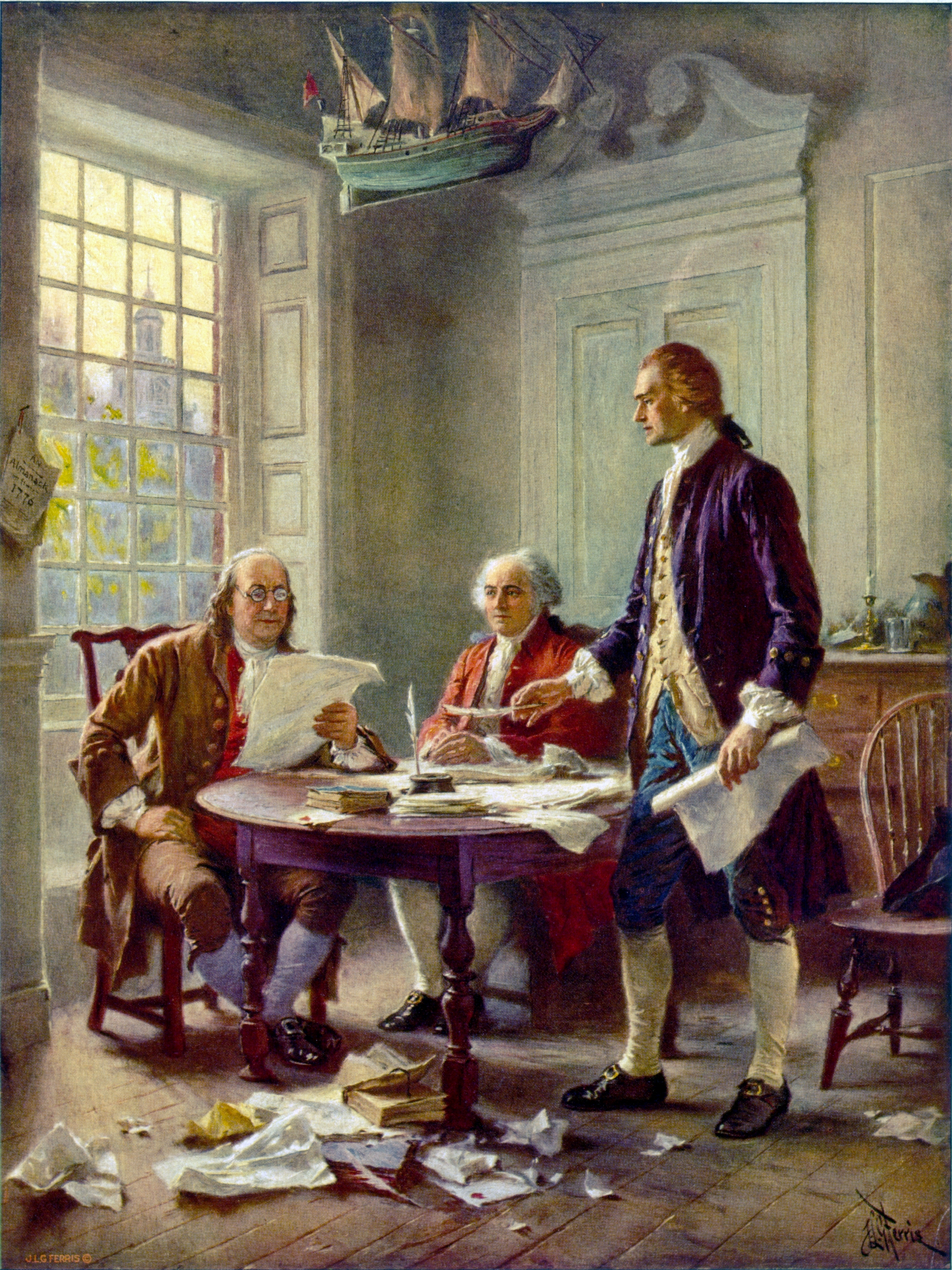
Representació idealitzada de Franklin, Adams i Jefferson (d'esquerra a dreta) treballant en la Declaració (Jean Leon Gerome Ferris, 1900)

Els delegats de les Colònies Unides al Congrés van resoldre ajornar fins al dilluns 1 de juliol la consideració final de si declarar o no les diverses independències sobiranes de les Colònies Unides, que havien estat proposant per les resolucions de Carolina del Nord del 12 d'abril i les resolucions de Virgínia del 15 de maig. La proposta va ser traslladada al Congrés el 7 de juny per Richard Henry Lee de Virgínia, coneguda com la Resolució de Lee. Durant aquestes tres setmanes el Congrés va acordar nomenar una comissió per redactar una declaració per proclamar al món les raons per a la separació d'Amèrica de l'Imperi Britànic, si el Congrés declarava aquestes independències sobiranes. La declaració real d' "Independència Americana" és precisament el text que comprèn el paràgraf final de l'octaveta publicada de 4 de juliol. L'últim paràgraf de l'octaveta repetia el text de la Resolució de Lee aprovada per resolució declarativa el 2 de juliol.
L'11 de juny, el Comitè dels Cinc va ser nomenat: John Adams de Massachusetts, Roger Sherman de Connecticut, Robert Livingston de Nova York, Benjamin Franklin de Pennsilvània i Thomas Jefferson de Virgínia. Com que el comitè no va deixar actes, hi ha una certa incertesa sobre el procés de redacció de l'esborrany — memòries escrites molts anys després per Jefferson i Adams, encara que són freqüentment citades, són contradictòries i no del tot fiables.

### Primer esborrany
Certament, la comissió, després de discutir les línies generals que el document hauria de seguir, va decidir que Jefferson escriuria el primer esborrany.
Amb l'atapeïda agenda de Congrés, Jefferson va tenir poc temps per escriure el projecte durant els següents 17 dies. Després va consultar amb els altres membres del comitè, que van revisar el projecte i van fer grans canvis. Llavors Jefferson va produir una altra còpia que incorporava aquestes alteracions.

## Presentació de l'esborrany
El 28 de juny de 1776 el comitè va presentar aquesta còpia al "Comitè Plenari" del Congrés, que va ser commemorat per una de les pintures més famoses de la història dels Estats Units. El títol del document era "Una Declaració dels Representants dels Estats Units d'Amèrica, en Congrés General en assemblea."

El Comitè dels Cinc presentant el document al Congrés el 28 de juny de 1776. Pintura de John Trumbull.

### La signatura
Encara que no es va documentar oficialment, l'hora estimada va ser a les 18:26 LMT (18:26 hora local) per a l'enregistrament d'aquest vot històric. El Congrés després va escoltar l'informe de la Comissió Plenària i va declarar l'estat sobirà de les colònies unides l'endemà, durant la tarda del 2 de juliol. El Comitè Plenari va recórrer la Declaració i se li va donar una segona lectura abans d'un ajornament.

### Discussions de darrera hora
El dimecres 3 de juliol, el Comitè Plenari va donar una tercera lectura a la Declaració i va començar l'escrutini de la redacció exacta del text proposat. Dos passatges de l'esborrany del Comitè dels Cinc van ser rebutjats pel Comitè Plenari. Un d'ells feia una referència crítica al poble anglès i l'altra era una denúncia al tràfic d'esclaus i l'esclavitud en si. El text de la Declaració va ser acceptat, d'altra banda, sense cap altre canvi important.
Tal com John Adams va recordar molts anys després, aquesta tasca d'edició del text proposat es va completar en gran part al moment de l'ajornament el 3 de juliol. No obstant això, l'adopció formal del text es va ajornar fins l'endemà al matí, quan el Congrés va votar l'acord durant el final del matí del 4 de juliol.

### Còpia en net
El projecte de document adoptat va ser remès al Comitè dels Cinc per tal de preparar-ne una "còpia en net", sent aquest el document redactat i corregit que es va enviar a l'impressor John Dunlap. Per això el Comitè dels Cinc es va reunir a la tarda del 4 de juliol per completar la seva tasca.

### Publicació de l'octaveta de Dunlap
Després de la publicació el 5 de juliol de l'octaveta de Dunlap, el públic podia llegir qui havia signat la Declaració. Les memòries dels participants van resultar ser molt breu en aquest moment històric particular. No havien transcorregut ni tres dècades quan els membres prominents del Comitè dels Cinc ja no podien recordar amb detall el que realment va passar i la seva participació activa, el 4 i 5 de juliol de 1776. I així, durant aquestes primeres dècades, va néixer el mite d'una gran signatura general cerimonial el 4 de juliol per tots els delegats al Congrés. El mite continua tenint una vida molt llarga.